# Trading
En los mercados financieros, el trading (en español, negociación, comercio) hace referencia a la compra y venta de instrumentos financieros, tales como acciones, índices, commodities, futuros, divisas, entre otros, en un mercado financiero, con el objetivo de obtener un beneficio. El trading se basa principalmente en el análisis técnico, el análisis fundamental y la aplicación de una estrategia concreta para operar.
Las personas que ejercen la profesión de trading se les conoce como operadores bursátiles o traders, los cuales pueden trabajar de forma independiente, en un fondo de inversión, en un banco o en otra entidad financiera.Los traders se clasifican en scalpers, day traders, swing traders, position traders e inversores, según la duración de su operativa.
Un trader puede actuar en calidad de agente intermediario, especulador, arbitrajista u operador de cobertura, con el objetivo de obtener un beneficio. Pueden además de ser traders particulares y gestionar su propio capital, gestionar capital de terceros como money managers.  

## Historia
Los orígenes del trading se trazan hasta las antiguas civilizaciones que realizaban intercambios de bienes y servicios. Este sistema rudimentario de comercio evolucionó en algún momento hacia operaciones más complejas con la invención de la moneda y el surgimiento de los mercados. Sin embargo, no fue hasta mediados del siglo XVI que la práctica del trading comenzó a adquirir una forma más reconocible para los estándares modernos.
En Japón, durante el siglo XVI, el comercio de arroz fue el primer escenario en el que se realizó una especie de trading formalizado. Munehisa Homma, un comerciante de arroz, desarrolló lo que ahora conocemos como las velas japonesas y los contratos de futuros, convirtiéndose en pionero en este ámbito. A través de sus observaciones, Homma descubrió que las emociones de los comerciantes ejercían una influencia decisiva en los precios, dando lugar a la concepción de la psicología del mercado.
A mediados del siglo XVII, en Europa, se empezaron a formar las primeras compañías de capital privado, un fenómeno que tuvo su origen en la práctica de vender beneficios futuros de los viajes de comercio. Empresas como la Compañía de Indias Occidentales representaron el inicio de lo que finalmente llevaría a la creación de la Bolsa de Ámsterdam, la primera bolsa de valores en el mundo. Este modelo de bolsa de valores se propagó a lo largo del tiempo a otras regiones, formándose mercados en Londres, Nueva York, Tokio, Shanghái, y Hong Kong. Estos mercados brindan a los inversores una plataforma para negociar una amplia gama de activos, incluyendo acciones, divisas y futuros.
En el siglo XXI, el trading ha evolucionado significativamente, especialmente en lo que respecta a la tecnología, eliminando la necesidad de un corredor físico para participar en los mercados financieros. 

## Formación
Un trader puede venir de cualquier profesión, siempre y cuando se haya formado en análisis técnico, análisis fundamental y emplee una estrategia en concreto para operar en el mercado.

## Remuneración
En los bancos y fondos de inversión, las remuneraciones suelen ser altas comparado a otras profesiones, por los "bonus" que cobran a fin de año según lo que han ganado para la entidad. El bonus puede llegar a ser varias veces el sueldo fijo. La carrera suele ser bastante corta (pocas personas tienen más de 40 años), pero con la crisis de 2008-2012, este hecho tiene tendencia a cambiar. Una de las justificaciones de los sueldos y bonus altos es el estrés que genera el mercado, y la responsabilidad debida a la cantidad de dinero que se está gestionando a veces por una sola persona (inversiones de decenas de millones).
Un trader independiente también puede tener muy buenos resultados, pero muy pocos tienen esta consistencia y la disciplina para mantener esos resultados. Solo el 3% de los traders logra ser rentable u obtener beneficios a largo plazo.

### Algunos traders célebres
Entre otros muchos traders célebres se encuentran George Soros, Jesse Livermore, Jim Rogers[cita requerida], Steven A. Cohen[cita requerida], Paul Tudor Jones[cita requerida], John D. Arnold[cita requerida], John Paulson [cita requerida], Ray Dalio. Gérôme kerviel
También es conocido Nick Leeson[cita requerida], empleado del Baring Brothers quien en 1995 hizo quebrar a la entidad con una pérdida de 827 millones de libras especulando en contratos de futuros utilizando como garantías capital de esta.

## Estrategias del trader
Un trader utiliza una o varias combinaciones de estrategias fundamentando sus decisiones en varios análisis. Estos pueden ser:
- Análisis técnico: El trader utiliza el análisis de gráficas para intentar predecir precios futuros y curvas de tendencias.
- Análisis fundamental: Se utiliza la información contable de la empresa para evaluar la tendencia de su precio.
- Análisis macroeconómico: Se tiene en cuenta las variaciones que haya en la economía relativas al activo financiero.
- Análisis cuantitativo: Se usa la estadística para predecir movimientos en los precios.
- Reapertura de posiciones: La estrategia compleja del CFD es comprar una posición cerrada que acaba de subir de precio, esta debe de tener menos de 6 meses de su venta (cierre ya sea en ganancia o perdida).